# Ходжеж
 Тази статия е за града в Полша.  За общината вижте Ходжеж (община).  
Хо̀джеж (на полски: Chodzież) е град в северозападна Полша, Великополско войводство. Административен център е на Ходжежки окръг, както и на селската Ходжежка община, без да е част от нея. Самият град е обособен в самостоятелна градска община с площ 12,77 км2 и население около 19 500 души (2011).

## География
Ходжеж е разположен на 52 m надморска височина в Средноевропейската равнина, на 66 km северно от Познан и на 75 km западно от Бидгошч.

## Население
Населението на Ходжеж е 19 506 души (2011).